# گلن گلن (خواننده)
گلن گلن (انگلیسی: Glen Glenn؛ زادهٔ ۲۴ اکتبر ۱۹۳۴ – ۱۸ مارس ۲۰۲۲) یک خواننده-ترانه‌سرا، نوازنده، و خواننده اهل ایالات متحده آمریکا بود.